# Бэйнбридж, Дэвид
Дэвид Бэйнбридж (англ. David Bainbridge; 1941—2013) — британский скульптор, современный художник и бывший член концептуальной художественной группы «Искусство и язык».

## Биография
Дэвид Бейнбридж учился в центральном колледже искусства и дизайна имени Святого Мартина в Лондоне с 1963 по 1966 год. Затем он преподавал в Бирмингемском колледже искусств и в колледже искусств Ковентри с 1966 по 1969 год, а также  в Политехническом институте имени Ф. Ланчестера в Ковентри с 1969 по 1971 год. С 1971 года до выхода на пенсию он преподавал  в колледже искусств Халл и колледже искусств Стаурбридж.
В 1964 году Бейнбридж стал членом группы Fine-Artz и работал над проектом Action Chair. В 1966 году вместе с Fine-Artz участвовал в выставке скульптур в центральном колледже искусства и дизайна имени Святого Мартина в Лондоне. В 1969 году он выставлялся в Художественном музее Сиэтла.
Дэвид Бейнбридж основал группу Искусство и язык в 1969 году. Он стал её членом и оставался в ней  до середины 1970-х годов.
Будучи участником группы Искусство и язык, Дэвид Бейнбридж участвовал в 1972 году в выставке «documenta 5» в Касселе с проектом Index 0001 в секции Идея + Идея/ Свет вместе с другими художниками Искусство и язык Терри Аткинсоном, Майклом Болдуином, Яном Берном, Чарльзом Харрисоном, Гарольдом Харрелом, Мел Рамсденом и Джозефом Кошутом. Вместе с группой Искусство и язык, он также участвовал в «documenta 6»  в 1977 году.